# 한장구 (양저우시)

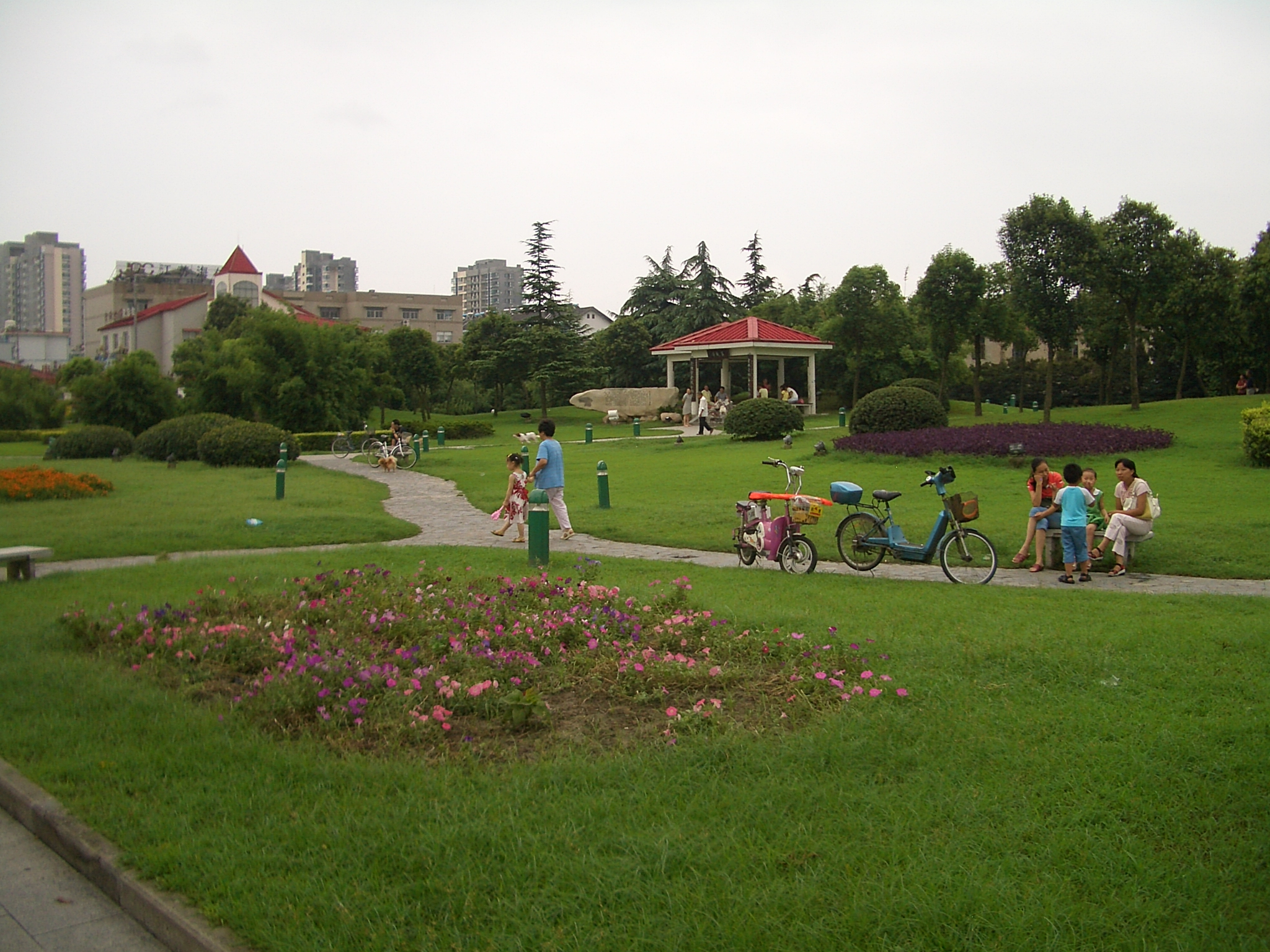

한장구(한국어: 한강구, 중국어: 邗江区, 병음: Hánjiāng Qū)는 중화인민공화국 장쑤성 양저우 시의 현급 행정구역이다. 넓이는 824km2이고, 인구는 2007년 기준으로 590,000명이다.

## 행정 구역
4개 가도, 11개 진을 관할한다.
- 가도: 邗上街道, 新盛街道, 蒋王街道, 汊河街道.
- 진: 公道镇, 方巷镇, 槐泗镇, 瓜洲镇, 杭集镇, 李典镇, 沙头镇, 头桥镇, 杨寿镇, 泰安镇, 杨庙镇.